# Mistrzostwa Świata Juniorek w Hokeju na Lodzie 2020
13. Mistrzostwa Świata Juniorek w Hokeju na Lodzie 2020 organizowane przez IIHF odbyły się na Słowacji. Miastem goszczącym najlepsze juniorskie żeńskie reprezentacje świata była stolica Słowacji Bratysława. Turniej elity rozegrany został w dniach 26 grudnia 2019 – 2 stycznia 2020 roku. Zawody były jednocześnie kwalifikacją do następnego turnieju.

## Elita
Turniej rozgrywany był w dniach od 26 grudnia 2019 do 2 stycznia 2020 roku w Bratysławie na Słowacji. Wzięło w nim udział 8 najlepszych juniorskich drużyn świata.
W tej części mistrzostw uczestniczy 8 najlepszych juniorskich drużyn na świecie. System rozgrywania meczów jest inny niż w niższych dywizjach. Najpierw drużyny rozgrywają mecze w fazie grupowej (2 grupy po 4 zespoły), z czego grupa A jest grupą silniejszą, z której dwie najlepsze drużyny awansują bezpośrednio do półfinału, natomiast drużyny z trzeciego i czwartego miejsca grać będą w ćwierćfinałach. W przypadku grupy B, która jest grupą słabszą dwie najlepsze drużyny awansują do ćwierćfinałów, natomiast dwie najsłabsze będą walczyły o utrzymanie w elicie.
| Msc. | Reprezentacja     |
| ---- | ----------------- |
|      | Stany Zjednoczone |
|      | Kanada            |
|      | Rosja             |
| 4    | Finlandia         |
| 5    | Szwecja           |
| 6    | Czechy            |
| 7    | Szwajcaria        |
| 8    | Słowacja          |

## Dywizja I
Grupa A Dywizji I jest drugą klasą mistrzowską, z której najlepsza drużyna uzyskuje awans do Elity, a ostatni zespół jest degradowany do Grupy B Dywizji I. Grupa B Dywizji I stanowi trzecią klasę mistrzowską. Jej zwycięzca zyska awans do Dywizji I Grupy A, zaś ostatnia drużyny spada do Dywizji II Grupy A.

### Grupa A
Mistrzostwa Świata Dywizji I Grupy A zostały rozegrane w dniach od 3 do 9 stycznia 2020 roku w Füssen, w Niemczech.
| Msc. | Reprezentacja |
| ---- | ------------- |
| 1    | Niemcy        |
| 2    | Japonia       |
| 3    | Węgry         |
| 4    | Francja       |
| 5    | Włochy        |
| 6    | Dania         |

    = awans do elity     = spadek do I dywizji grupy B

### Grupa B
Mistrzostwa Świata Dywizji I Grupy B zostały rozegrane w dniach od 2 do 8 stycznia 2020 roku w Katowicach, w Polsce. 
| Msc. | Reprezentacja    |
| ---- | ---------------- |
| 1    | Norwegia         |
| 2    | Austria          |
| 3    | Chiny            |
| 4    | Korea Południowa |
| 5    | Polska           |
| 6    | Wielka Brytania  |

    = awans do I dywizji grupy A     = spadek do II dywizji grupy A

## Dywizja II
Grupa A Dywizji II jest czwartą klasą mistrzowską, z której pierwsza drużyna uzyskuje awans do Dywizji I Grupy B, a ostatni zespół jest degradowany do Grupy B Dywizji II. Grupa B Dywizji II stanowi piątą klasę mistrzowską. Jej zwycięzca ma zapewniony awans do Dywizji II Grupy A.

### Grupa A
Mistrzostwa Świata Dywizji II Grupy A zostały rozegrane w dniach od 25 do 28 stycznia 2020 roku w Eindhoven, w Holandii. 
| Msc. | Reprezentacja   |
| ---- | --------------- |
| 1    | Chińskie Tajpej |
| 2    | Holandia        |
| 3    | Australia       |
| 4    | Kazachstan      |

    = awans do I dywizji grupy B     = spadek do II dywizji grupy B

### Grupa B
Mistrzostwa Świata Dywizji II Grupy B zostały rozegrane w dniach od 28 stycznia do 2 lutego 2020 roku w Meksyku, w stolicy Meksyku. 
| Msc. | Reprezentacja |
| ---- | ------------- |
| 1    | Hiszpania     |
| 2    | Turcja        |
| 3    | Meksyk        |
| 4    | Nowa Zelandia |

    = awans do II dywizji grupy A 